# Jennifer Ciochetti
Jennifer Ciochetti est une bobeuse canadienne, née le 2 décembre 1984 à Edmonton.

## Biographie
Elle débute en Coupe du monde en 2006-2007 en tant que freineuse avec Helen Upperton. Elle gagne sa première course en novembre 2007.
Elle est championne du monde du bob à deux en 2012 avec la pilote Kaillie Humphries. Elle gagne cette même année une médaille de bronze par équipes mixtes.
Elle court les Jeux olympiques d'hiver de 2014 en tant que pilote et se classe treizième.

## Palmarès

### Championnats monde
- : médaillé d'or en bob à 2 aux championnats monde de 2012.

### Coupe du monde
- 8 podiums  : 
  - en bob à 2 : 4 victoires, 2 deuxièmes places et 2 troisièmes places.

#### Détails des victoires en Coupe du monde
| Édition   | Bob à 2        | Monobob |
| 2007-2008 | Calgary Césane |         |
| 2008-2009 | Calgary        |         |
| 2011-2012 | Altenberg      |         |